# Itarissa ferreirai
Itarissa ferreirai är en insektsart som först beskrevs av Piza Jr. 1973.  Itarissa ferreirai ingår i släktet Itarissa och familjen vårtbitare. Inga underarter finns listade i Catalogue of Life.